# Candy
Candy (Кенді) — італійська компанія, заснована в Бругеріо, поблизу Мілана, що виробляє побутову техніку.
Candy — група італійських приватних (сім'я Фумагаллі) брендів групи компаній, що входить до світових лідерів в індустрії побутової техніки: пральні машини, посудомийні машини, сушильні машини, холодильники, морозильники, плити і духовки. На кінець 2008 року кількість персоналу перевищувала 7000 осіб, з яких 80% перебувала за межами Італії.
Штаб-квартира розташована в Бругеріо, близько Мілану (Італія). Компанії Candy повністю належить 40 дочірніх підприємств у всьому світі. Виробничі майданчики знаходяться в Італії, Франції, Іспанії, Чехії, Росії, Китаї, Туреччині та Узбекистані.
Група здійснює свою діяльність у рамках двох міжнародних брендів, Candy та Hoover, а також національних: Rosières, Iberna, Jinling, Otsein, Süsler, Vyatka, Zerowatt, Hoover-Helkama, Hoover-Grepa.
Станом на 2006 рік Candy залишається сімейним підприємством; Пеппіно Фумагаллі є головою Ради.
Від самого початку пральна машина Candy стала флагманом на італійському ринку побутової техніки, згодом набула популярності і в інших країнах Європи.